# Bitwig Studio
Bitwig Studio是由同名的 Bitwig 公司开发的专有数字音频工作站。 Bitwig 为跨平台软件，支持Linux 、 macOS（10.16之后）和Windows（7之后，仅64位） 。 Bitwig 被设计用于现场表演乐器，以及作曲、录音、编曲、混音和母带制作。同时，它提供了一套节拍匹配、淡入淡出以及其他DJ常用效果的控件。 Bitwig 支持传统的线性音乐编曲和非线性（基于剪辑）制作。它具有多显示器和触摸屏支持。 Bitwig 以其强大的调制 和自动化 功能而闻名。  2017 年，Bitwig Studio 被英国计算机音乐（Computer Music）杂志评为年度 DAW  。2022年，Bitwig Studio 被KVR音乐社区评为2022年最受读者欢迎音频软件。

## 历史
Bitwig 公司由前Ableton员工 Claes Johanson、Pablo Sara、Nicholas Allen 和 Volker Schumacher 于 2009 年在柏林创立 。Placidus Schelbert 自 2010 年起担任首席执行官，同年他辞去了Ableton国际销售经理的职务。 
2022 年，Bitwig 公司与同为德国公司的U-He提出了新的开源音频插件格式CLAP，Bitwig Studio 也成为了最早支持该格式的DAW之一。 